# Logos (revue montréalaise)
Pour les articles homonymes, voir Logos (homonymie).
Logos est une revue québécoise parue de 1967 à 1973 et représentative, au Québec, de la presse dite underground qui a émergé dans les années 1960 en Amérique du Nord et particulièrement aux États-Unis.
Considérée comme la première tentative de presse underground à Montréal, elle voit le jour au mois d'octobre de la même année et parait, pour ses cinq premiers numéros, en version bilingue dans les deux langues officielles du Canada que sont le français et l'anglais. Sa création fait suite à une visite, à Montréal en 1967, de l'intellectuel et militant Noam Chomsky, qui inspire un groupe de jeunes montréalais à démarrer la revue.
La revue a eu au cours de son histoire plusieurs problèmes avec les autorités, et plusieurs de ses numéros sont saisis. L'un des problèmes judiciaires que le journal a connu est lié à la parodie, dans son numéro du 15 octobre 1968, de la page de une du journal montréalais anglophone The Montreal Gazette, annonçant que Jean Drapeau, alors maire de Montréal, avait été attaqué par un jeune hippie drogué,. Le membre du comité éditorial du journal Paul Kirby est traduit en justice et, malgré le soutien de trois éminents journalistes que sont Peter Desbarats et Robert Fulford du Saturday Night, et le rédacteur en chef du Montreal Star Franck B. Walker, il est d'abord reconnu coupable ; l'avocat Morris Fish, futur juge à la Cour suprême du Canada, parvient par la suite à faire annuler la décision.